# Drepanogynis ralambo
Drepanogynis ralambo är en fjärilsart som beskrevs av Pierre E.L. Viette 1972. Drepanogynis ralambo ingår i släktet Drepanogynis och familjen mätare. Inga underarter finns listade i Catalogue of Life.